# Don Caballero
Don Caballero fue un cuarteto estadounidense de math rock y rock instrumental formado en el verano de 1991, editando cinco álbumes en Touch and Go Records entre 1993 y 2000, antes de separarse en noviembre de 2000. El baterista Damon Che reunió a nuevos músicos para reconstituir Don Caballero en 2003, pero esta nueva formación ha sido recibida de diferente forma por los fanes de la banda. Firmaron con Relapse Records, con la que sacaron sus dos últimos álbumes de estudio, World Class Listening Problem, el 16 de mayo de 2006 y Punkgasm, el 25 de agosto de 2008.

## Historia
La formación original consistía en Damon Che (batería), Mike Banfield (guitarras) y Pat Morris (bajo). La banda toma su nombre del personaje Guy Caballero (Joe Flaherty), de la comedia televisiva estadounidense Second City Television (SCTV). En la parodia de la película El Padrino, Guy Caballero se cambia el nombre a "Don Caballero". Ian Williams se unió en 1992 como un segundo guitarrista. La música de la banda era muy innovadora y tenía pocos predecesores. Cierta vez fue descrita como "lo que sería un dibujo de M. C. Escher si fuera sonido, si fuera hecho música". Los álbumes posteriores de Don Caballero normalmente incluían piezas complejas, de múltiples secciones, libremente unidas por tiempos poco convencionales o salidas y entradas de riffs de guitarra. Che y Williams en especial merecieron mucha atención; sus estilos únicos y composiciones intrincadas ayudaron a definir el género del math rock, aunque los miembros de Don Caballero no aceptaran la designación. Williams posee un ataque único en su instrumento; utiliza un tapping rítmico casi exclusivamente (esta técnica había sido previamente incluida principalmente en solos de rock, y sólo muy raramente en otros contextos). El estilo enérgico y poco convencional de tocar la batería de Che era frecuentemente alabado y se ganó el título informal de The Octopus (El Pulpo), por el movimiento de sus brazos cuando toca. El crítico Steve Huey escribe que "fueron las explosiones maníacas y los breves parones de cambio en los tiempos los que establecían la ruta a seguir por los demás miembros de la banda".
Después de formarse Don Caballero intentaron reclutar a un cantante para la banda. Sin embargo, sus primeros ensayos generaron tal interés que al grupo le empezaron a salir conciertos y decidieron permanecer como una banda instrumental. La banda publicó dos singles en los sellos de Pittsburgh Pop Bus y Broken Giraffe, y uno en el sello de Detroit Third Gear. Un contrato con el famoso sello de Chicago Touch and Go Records rindieron aún otro single y finalmente su álbum de debut, For Respect, en 1993. En otoño de 1994 el bajista Pat Morris dejó Don Caballero para formar la banda Six Horse con traslado a Louisville con Shannon Burns y el batería de Blunderbluss Bill Baxter. Durante 1994 y 1995 gran número de bajistas del área de Pittsburgh ocuparon el puesto en Don Caballero, incluyendo a Len Jarabeck, Dave Reid, Matt Jencik y George Draguns.
En 1995 editaron su segundo LP, Don Caballero 2, con críticas positivas. Los seguidores y la crítica aclamaron el álbum como un sello del math rock y su audiencia aumentó sensiblemente. Aunque algunas de las primeras críticas remarcaron el toque jazz de su propuesta, apenas se podía encontrar alguna improvisación; el disco fue intensamente ensayado y las notas de prensa de su segundo álbum establecían que "Don Caballero es rock, no jazz; Don Caballero no tiene solos". A la salida de su segundo álbum Che y Williams expandieron sus respectivas paletas musicales: Che con su grupo a lo Van Halen llamado Speaking Canaries (que incluía al bajista Karl Hendricks y al batería Noah Leger) y Williams con Storm & Stress, un trío de rock avant-garde que incluía al bajista Eric Emm y al batería Kevin Shea.
En 1997 el grupo se volvió a juntar después de un hiato de casi dos años, con el bajista original, Pat Morris. Al año siguiente la banda editó la continuación del Don Caballero 2, What Burns Never Returns. Su trabajo volvió a ser críticamente laureado y la banda continuó girando, tocando para multitudes de fanes enfervorecidos. En otoño de 1998 Pat Morris volvió a dejar la banda y fue reemplazado por el bajista de Storm & Stress, Eric Emm. La banda se embarcó en un exitoso tour por EE. UU. y Europa y finalmente publicó una colección de singles y temas inéditos titulada Singles Breaking Up (Vol. 1). Durante este período Mike Banfield se retiró de la banda y el primer guitarrista de Bitch Magnet, Jonh Fine, brevemente ocupó el puesto y permitió a Don Caballero completar su gira de apoyo a What Burns...
La banda, de nuevo un trío y ahora con base en Chicago, Illinois, giró intensamente durante 1999 y 2000, interpretando un set de material casi enteramente nuevo. Para rellenar el vacío sónico dejado por Banfield Williams y Emm tocaron a través de pedaleras Akai Headrush, que les permitieron loopear y desplegar sus partes, creando un denso tapiz de sonido. Estas nueve nuevas canciones estaban destinadas a grabarse con Steve Albini en su estudio de grabación Electrical Audio y publicadas en otoño de 2000 como American Don. Muchos críticos y fanes notaron la maduración ocurrida en los dos años desde su último álbum de estudio. Mientras giraban apoyando American Don en noviembre de 2000, asuntos personales y fatiga se hicieron sentir en los miembros de Don Caballero y decidieron tomarse un descanso después de terminar el tour. La banda nunca llegó a lo que era su último show en Detroit, porque su furgoneta pisó una placa de hielo y se estrelló contra un camión en la carretera I-75. No se produjeron lesiones personales, pero Don Caballero se había roto por penúltima vez.
Durante 2001 y 2002 los miembros originales de Don Caballero se embarcaron en una gran variedad de proyectos musicales: Damon Che con Bellini, Ian Williams con Battles y Eric Emm con Good Morning. Che prometió no volver a trabajar con Williams de nuevo. Por sorpresa, Che tocó con Don Caballero en 2003 con una formación enteramente nueva consistente en miembros de la Creta Bourzia de Pittsburgh, una banda que llevaba claras marcas de influencia de Don Caballero. Los nuevos miembros son Jeff Ellsworth a la guitarra, Gene Doyle a la otra guitarra, y Jason Houver al bajo. (Mike Banfield y Pat Morris estaban invitados a participar pero ambos decidieron no hacerlo.) Los nuevos Don Caballero firmaron con el sello de heavy metal Relapse Records en 2005 y publicaron el álbum World Class Listening Problem en 2006. La banda planea una gira intensiva de presentación.
Mientras que el éxito y el reconocimiento de Don Caballero parecen ser modestos, la banda ha influenciado a muchos músicos posteriores, y es reverenciada aun por muchos. El extraño tiempo de 5/4 de "Chief Sitting Duck" del álbum For Respect fue la entradilla del programa Buzzkill, en la MTV, y el programa Icon la incluía en su música más de tres años después de su separación de 2000.
Dos años después de World Class Listening Problem añaden a su discografía Punkgasm, un trabajo que ratifica la imperturbable personalidad que han demostrado durante su trayectoria.[cita requerida] Una de las novedades que presenta el álbum es la presencia de voces, hasta ahora ausentes en las composiciones de Don Caballero. La mayoría de las veces son de puro apoyo, un simple complemento para dar variedad. Solo al final, con el tema que da título al disco, alcanzan cierta relevancia en un marcado tono punk.

## Discografía

### Álbumes de estudio
- 1993: "For Respect" (Touch and Go Records)
- 1995: "Don Caballero 2" (Touch and Go Records)
- 1998; "What Burns Never Returns" (Touch and Go Records)
- 2000: "American Don" (Touch and Go Records)
- 2006: "World Class Listening Problem" (Relapse Records)
- 2008: "Punkgasm" (Relapse Records)

### EP
- Lucky Father Brown/Belted Sweater/Shoeshine 7" (1992) - Banfield, Che, Morris
- Unresolved Karma/Puddin' in my Eye 7" (1992) - Banfield, Che, Morris
- Andandandandandandandand/First Hits 7" (1993) - Banfield, Che, Morris, Williams
- Our Caballero/My Ten-Year-Old Lady Is Giving It Away 7" (1993) - Banfield, Che, Morris, Williams
- Chunklet 7" - Waltor/Shuman Center 91 (1996) - Banfield, Che, Morris
- Trey Dog's Acid/Room Temperature Lounge 7" (1998) - Banfield, Che, Morris, Williams

- Datos: Q2463731
- Multimedia: Don Caballero / Q2463731